# Lonchorhina aurita
Lonchorhina aurita — вид родини листконосові (Phyllostomidae), ссавець ряду лиликоподібні (Vespertilioniformes, seu Chiroptera).

## Середовище проживання
Країни поширення: Беліз, Болівія, Бразилія, Колумбія, Коста-Рика, Еквадор, Сальвадор, Французька Гвіана, Гватемала, Гаяна, Гондурас, Мексика, Нікарагуа, Панама, Перу, Суринам, Тринідад і Тобаго, Венесуела. Мешкає від низин до 1500 м над рівнем моря. Значною мірою пов'язаний з вологими місцями проживання і найчастіше зустрічаються в тропічному лісі.

## Звички
Комахоїдний, час від часу споживає фрукти. Лаштує сідала в печерах або тунелях, наприклад, шахтних тунелях і формує колоній від 12 до 25, іноді до сотні особин. Активність починає після заходу сонця. Надзвичайно гнучкий льотчик.

## Загрози та охорона
Цей вид зустрічається в ряді природоохоронних територій по всьому ареалу.
2006 року вчені Айде Варгас і Катрін Барбоза Маркес знову виявили кажана в департаменті Санта-Крус у Болівії. До цього вважалося, що вид вимер у Болівії 72 роки тому. Відтоді в місті Сан-Хуан-де-Кораліто, розташованому в провінції Анхель Сандовал, для захисту цього виду створено екологічний заповідник.